# 聖胡安區 (卡哈馬卡省)
7°17′30″S 78°29′52″W / 7.2916°S 78.4978°W
聖胡安區（西班牙語：Distrito de San Juan），是秘魯的一個區，位於該國北部卡哈馬卡大區的卡哈馬卡省，始建於1935年4月5日，面積69.7平方公里，海拔高度2,311米，2005年人口5,128，人口密度每平方公里74人。